# 28. Regime
Das 28. Regime (aus dem englischen ohne negative Konnotation, vglb. 28. Regelung) ist ein Vorschlag für einen Rechtsrahmen der Europäischen Union, der die nationalen Vorschriften der Mitgliedstaaten nicht ersetzt, sondern eine optionale Alternative zu ihnen darstellt. Die Zahl 28 im Namen kommt von den 27 Mitgliedstaaten der EU und ihren jeweiligen nationalen Rechtssystemen, die durch eine neue EU-weite Alternative um eins erweitert werden.

## Aufgaben
Hintergrund des 28. Regimes ist das errichten eines EU-weit einheitlichen Rechtsrahmens an den sich Unternehmen, besonders kleinere Unternehmen und Startups, die nicht die Ressourcen haben sich durch 27. inkompatible Rechtssysteme zu kämpfen, halten können. Ein einheitlicher Rechtsrahmen stellt dabei einer der wichtigsten Schritte in Richtung eines vereinten Binnenmarkt da, der zukünftig Unternehmen sowie Endverbrauchern hunderte Million bis Milliarden Euro jährlich an Verwaltungs- bzw. Administrativen Aufwand sparen könnte.
Einige der bedeutendsten Bestandteile sind das einheitliche Recht der/des:
- Europäische Aktiengesellschaft (SE)
- Europäischen Vertragsrechts (PoECL)
- Europäischen Einheitspatents (EPeW)

## Umsetzung
Im Jänner 2025 richtete die Präsidentin der Europäischen Kommission Ursula von der Leyen eine Projektgruppe ein, deren Ziel es ist die genaue Umsetzung des neuen Rechtsrahmens auszuarbeiten.